# علاة احمد ظفر (يافع)

تعديل مصدري - تعديل

علاة احمد ظفـر هي إحدى قرى عزلة لبعوس بمديرية يافع التابعة لمحافظة لحج، بلغ تعداد سكانها 62 نسمة حسب تعداد اليمن لعام 2004.